# Lao động tự do

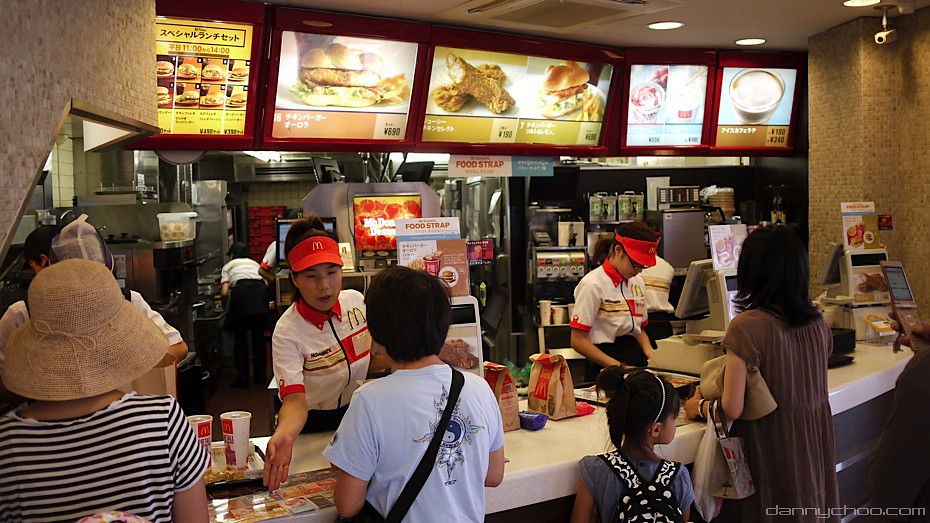
Lao động ngành dịch vụ ở thủ đô Tokyo, Nhật Bản.

Thuật ngữ lao động tự do được sử dụng trong các văn bản quy phạm pháp luật tại Việt Nam, hay còn gọi là freeter (フリーター furītā) ở Nhật Bản, được sử dụng để chỉ đến những người thiếu việc làm toàn thời gian hoặc đang thất nghiệp, không bao gồm các bà nội trợ và sinh viên. Độ tuổi trung bình của những đối tượng được nhắc đến nằm trong khoảng từ 15 đến 34 tuổi.
Những người này cũng có thể được mô tả là bán thất nghiệp (tình trạng thiếu việc làm). Họ không bắt đầu sự nghiệp sau khi tốt nghiệp trung học hoặc đại học, mà thay vào đó kiếm tiền từ những công việc được trả lương thấp.